# ダフィット・クロス
ダフィット・クロス（ドイツ語: David Kroß, 1990年7月4日 - ）は、ドイツの俳優。

## 略歴
シュレースヴィヒ＝ホルシュタイン州バークテハイデ出身。2003年にバークテハイデの子ども劇団で演技を開始する。デトレフ・ブックの目にとまり、ドイツ映画賞候補にも挙がった『タフに生きる』に主演した。
オトフリート・プロイスラー原作の『クラバート 謎の黒魔術』、ベルンハルト・シュリンク原作『朗読者』の映画化『愛を読むひと』と、ベストセラーの映画化への出演が相次いだ。
2009年、ロンドンのLondon Academy of Music and Dramatic Artで学んだ。

## 主な出演作品
| 公開年 | 邦題 原題                                                    | 役名                       | 備考                        |
| ------ | ------------------------------------------------------------ | -------------------------- | --------------------------- |
| 2006   | タフに生きる Knallhart                                       | マイケル                   |                             |
| 2008   | クラバート 闇の魔法学校 Krabat                               | クラバート                 |                             |
| 2008   | 愛を読むひと The reader                                      | 青年時代のマイケル・バーグ |                             |
| 2011   | 戦火の馬 War Horse                                           | ギュンター                 |                             |
| 2013   | バトル・オブ・ライジング コールハースの戦い Michael Kohlhaas | 牧師                       | 日本劇場未公開、WOWOWで放映 |
| 2018   | バルーン 奇蹟の脱出飛行 Ballon                               | ギュンター・ヴェッツェル   |                             |
| 2018   | キーパー ある兵士の奇跡 The Keeper                           | バート・トラウトマン       |                             |
| 2021   | キングスマン:ファースト・エージェント The King's Man         | アドルフ・ヒトラー         |                             |

日本語吹き替え声優 - 森多夏良などが担当している。